# Szív TV
A Szív TV egy már megszűnt, 1990 és 1999 között működő televíziós csatorna volt.

## Története
1990. szeptember 26-án indult A 90-es évek egyik televíziója a magyar kábelhálózatokon, illetve a budapesti AM-Mikro hálózaton és részben a Fehérvár Televízió földi sugárzású frekvenciáján volt fogható (vélhetően eleinte kazettáról, majd az AM-Mikrót relézve). A Szív TV mondhatni a kazettás korszak egyik nevezetes televíziója, ahol a műsort kazettán terjesztették a kábeltársaságok felé.

## TV Shop a Szív TV-n
A Szív TV-vel 1997. július 1-jén állapodott meg a TV SHOP Kereskedőház Kft. másfél éves időtartamra a TV Shop Műsor napi két-három alkalommal 1 perces, heti kétszer 5 perces, heti háromszor 10 perces és háromszor 20 perces reklámfilmje sugárzására és az ahhoz kapcsolódó termékértékesítésre.

## Megszűnése
A műholdas sugárzást az Antenna Hungária 1999. szeptember 24-én megszüntette, mivel a Szív TV tulajdonosa, a HBCO nem fizette ki a sugárzási díjat. Ezután már csak AM-Mikrón volt elérhető a csatorna. Az Antenna Hungária Rt. (AH) üzleti problémák miatt 1999. október 5-én szerdán éjféltől végleg beszüntette a HBCO cégcsoporthoz tartozó Msat és Szív TV műsorainak AM-Mikro sugárzását az AM-Mikro hálózaton.
Az Antenna Hungária döntésének az az oka, hogy a két televízió jelentősen elmaradt az AH-t megillető terjesztési díj kifizetésével. Megszűnése után a Nickelodeon csatorna vette át a helyét.

## Korábbi vételi lehetőségek
- Műhold: AMOS 1 (Nyugati 4 fok)11,308 GHz, horizontális polarizáció MPEG 2/DVB kódolatlan műsor SR: 22860 FEC: 7/8 VPID: 400 APID: 401 PCR: 400
- AM-Mikro: Budapest 30 km-es körzetében

## Munkatársak
- Ámon Betti[5][6]
- Kőporosy János
- B*** Katalin[7]
- Csongrádi Kata[8]

## Kapcsolódó cégek
- Video2000 Kft.
- Channel 1 Bt.

## Videók
- SZÍV TV Képujság – Szív Tv 1996-os képújságja.
- SZÍV TV Műsorajánló 1996 – Szív TV (Station ID & Műsorajánló, 1996)
- SZÍV TV Reklám 1996 – Szív TV Reklám 1996 -ból
- Szív TV bemutató 1996 – Szív TV bemutató 1996 1. rész
- Szív TV bemutató 1996 – Szív TV bemutató 1996 2. rész
- Retronom[halott link] – Retronom Szív TV Reklámok
- Szív TV 1997 – Road Kill Cafe - Interjú és saját szám (Szív TV 1997?)